# فهرست پرندگان بر پایه ارتفاع پرواز
این فهرستی از پرندگان بر پایه ارتفاع پرواز است.

## پرندگان بر اساس ارتفاع پرواز
| نام رایج       | نگاره | نام علمی             | تیره              | بیشینه ارتفاع           | جزئیات |
| -------------- | ----- | -------------------- | ----------------- | ----------------------- | --- |
| دال روپل       |       | Gyps rueppellii      | بازان             | ۱۱٬۳۰۰ متر (۳۷٬۱۰۰ فوت) | کرکس‌ها از دید عالی‌شان برای اسکن چشم‌انداز زیر از یک نقطه هوایی ثابت استفاده می‌کنند. به‌جای پرواز در بالا مسافت‌های بزرگ، ,از ارتفاع برای گسترش میدان دید استفاده می‌کنند. اگر آنها یک وعده غذایی را در پایین ببینند، بلافاصله بالارفتن هزینه‌بَر خواهد بود. یک برخورد پرنده در سال ۱۹۷۳ در این ارتفاع ثبت شد. |
| درنای خاکستری  |       | Grus grus            | درنا              | ۱۰٬۰۰۰ متر (۳۳٬۰۰۰ فوت) | این ارتفاع بالای کوه هیمالیا ثبت شد. ارن ارتفاع زیاد از رودررو شدن با عقاب‌ها جلوگیری می‌کند. |
| غاز سرنواری    |       | Anser indicus        | مرغابیان          | ۸٬۸۰۰ متر (۲۹٬۰۰۰ فوت)  | آنها همچنین در طول مسیر از روی قله هیمالیا می‌گذرند. |
| قوی فریادکش    |       | Cygnus cygnus        | مرغابیان          | ۸٬۲۰۰ متر (۲۷٬۰۰۰ فوت)  | یک گله قوی فریادکش در حال پرواز روی ایرلند شمالی به این ارتفاع دست یافت و توسط رادار ثبت شد. |
| زاغ نوک‌زرد     |       | Pyrrhocorax graculus | کلاغان            | ۸٬۰۰۰ متر (۲۶٬۵۰۰ فوت)  | این ارتفاع رو کوه اورست ثبت شد. |
| هما (پرنده)    |       | Gypaetus barbatus    | بازان             | ۷٬۳۰۰ متر (۲۴٬۰۰۰ فوت). | |
| کورکور سیاه    |       | Milvus migrans       | بازان             | ۶٬۵۰۰ متر (۲۱٬۳۰۰ فوت)  | کورکور سیاه می‌تواند به ارتفاع حدود ۳۷٬۰۰۰ فوت برسد، به‌ویژه طی پرواز مهاجرت به و از غرب آفریقا در هفته دوم سپتامبر و هفته پایانی می در هر سال. کورکور سیاه پرواز بی‌نهایت بالا می‌تواند در هفته دوم سپتامبر تأیید شود.                                                                                     |
| رخ‌کرکس آند     |       | Vultur gryphus       | کرکس‌های جهان جدید | ۶٬۵۰۰ متر (۲۱٬۳۰۰ فوت)  | |
| مرغابی سرسبز   |       | Anas platyrhynchos   | مرغابیان          | ۶٬۴۰۰ متر (۲۱٬۰۰۰ فوت)  | این ارتفاع روی نوادا ثبت شد. |
| گیلانشاه حنایی |       | Limosa lapponica     | آبچلیک            | ۶٬۰۰۰ متر (۲۰٬۰۰۰ فوت)  | در زمان مهاجرت می‌تواند به این ارتفاع برسد. |
| لک‌لک سفید      |       | Ciconia ciconia      | لک‌لک              | ۴٬۸۰۰ متر (۱۶٬۰۰۰ فوت). | در زمان مهاجرت می‌تواند به این ارتفاع برسد. |